# 劉質
劉質（1438年—？年），字曰彬，江西撫州府臨川縣人，民籍，明朝政治人物。進士出身。

## 生平
早年出身國子生，江西鄉試第□十二名。成化十四年（1478年）戊戌科會試第八十四名，殿試登進士第二甲第二十三名。

## 家族
曾祖父劉□。祖父劉右沖，曾任州判官。父亲劉嘉璧。母黄氏。